# Amm (divindade)
Amm era uma divindade lunar adorada no antigo Catabã e tinha como esposa a deusa Aserá, se tornando o rei dos deuses. Os habitantes daquele reino do sul da Arábia intitulavam-se Banu Amm, os "Filhos de Amm". Esse deus também era cultuado como um deus do tempo, pois seus atributos incluíam os relâmpagos. Mesmo assim, Amm representava o tempo cronológico e climático no Catabã. 

## referências
1. ↑  Lindemans, Micha F. «Encyclopedia Mythica». Amm. Consultado em 15 de agosto de 2009. Arquivado do original em 13 de junho de 2010 (em inglês)